# Ceraticelus
Ceraticelus is een geslacht van spinnen uit de familie hangmatspinnen (Linyphiidae).

## Soorten
De volgende soorten zijn bij het geslacht ingedeeld:
- Ceraticelus agathus Chamberlin, 1949
- Ceraticelus albus (Fox, 1891)
- Ceraticelus alticeps (Fox, 1891)
- Ceraticelus artemisiae Prentice & Redak, 2009
- Ceraticelus atriceps (O. P.-Cambridge, 1874)
- Ceraticelus berthoudi Dondale, 1958
- Ceraticelus bryantae Kaston, 1945
- Ceraticelus bulbosus (Emerton, 1882)
- Ceraticelus carinatus (Emerton, 1911)
- Ceraticelus crassiceps Chamberlin & Ivie, 1939
- Ceraticelus creolus Chamberlin, 1925
- Ceraticelus emertoni (O. P.-Cambridge, 1874)
- Ceraticelus fastidiosus Crosby & Bishop, 1925
- Ceraticelus fissiceps (O. P.-Cambridge, 1874)
- Ceraticelus innominabilis Crosby, 1905
- Ceraticelus laetabilis (O. P.-Cambridge, 1874)
  - Ceraticelus laetabilis pisga Chamberlin, 1949
- Ceraticelus laetus (O. P.-Cambridge, 1874)
- Ceraticelus laticeps (Emerton, 1894)
  - Ceraticelus laticeps bucephalus Chamberlin & Ivie, 1944
- Ceraticelus limnologicus Crosby & Bishop, 1925
- Ceraticelus micropalpis (Emerton, 1882)
- Ceraticelus minutus (Emerton, 1882)
- Ceraticelus nigripes Bryant, 1940
- Ceraticelus orientalis Eskov, 1987
- Ceraticelus paludigenus Crosby & Bishop, 1925
- Ceraticelus paschalis Crosby & Bishop, 1925
- Ceraticelus phylax Ivie & Barrows, 1935
- Ceraticelus pygmaeus (Emerton, 1882)
- Ceraticelus rowensis Levi & Levi, 1955
- Ceraticelus savannus Chamberlin & Ivie, 1944
- Ceraticelus silus Dondale, 1958
- Ceraticelus similis (Banks, 1892)
- Ceraticelus subniger Chamberlin, 1949
- Ceraticelus tibialis (Fox, 1891)
- Ceraticelus tumidus Bryant, 1940
- Ceraticelus vesperus Chamberlin & Ivie, 1939